# ماريا تايلور بيلي
ماريا تايلور بيلي (بالإنجليزية: Maria Taylor Beale)‏ هي كاتِبة أمريكية، ولدت في 30 يناير 1849، وتوفيت في 21 يناير 1929 في Arden, North Carolina ‏ في الولايات المتحدة.